# Blaveta alpina
La blaveta alpina (Polyommatus eros) és una espècie de lepidòpter papilionoïdeu de la família dels licènids (Lycaenidae) present als Països Catalans.

## Distribució
A Europa es troba per les cadenes muntanyoses dels Pirineus, Alps, Massís Central, Apenins i Balcans, normalment per sobre dels 1800 metres d'altitud. També s'estén per Turquia i nord-oest i centre d'Àsia.

## Hàbitat
Sobre terreny calcari, en pendents d'herba baixa i florides. L'eruga s'alimenta d'Oxytropis balleri, Oxytropis campestris i Oxytropis pyrenaica.

## Període de vol
Vola en una generació a l'any entre juliol i setembre, depenent de la localitat i l'altitud. Hiberna com a larva jove.

## Comportament
Erugues ateses per formigues tals com Myrmica gallienii o Formica lemani. Els mascles se solen agrupar en grans concentracions sobre terra humida.